# 佐々木徳夫
佐々木 徳夫（ささき とくお、1929年（昭和4年）3月19日 - 2010年（平成22年）1月25日）は、日本の民俗学者、昔話収集家。

## 来歴
宮城県中田町（現登米市）出身。旧制宮城県佐沼高等学校、東洋大学文学部哲学科卒業。
社会科担当の高校教師を務めていた1957年より昔話をカセットテープに録音し収集する活動を開始した
。集めた昔話は東北地方を中心に1万話を超え、著書は高校教師時代の1966年（昭和41年）11月の自費出版による『酒の三太郎』が最初で、50冊を超える。1992年、昔話の保護に取り組んだ業績が認められ、吉川英治文化賞を受賞した。
2010年1月25日、肺炎により宮城県塩竈市の病院で亡くなった。80歳。

## ドキュメンタリー
- 『ハイビジョンふるさと発 昔話が消えてゆく～東北の村を訪ねて50年～』NHK、2007年7月26日放送